# Adolphe Nicolas
Adolphe Nicolas, né le 18 février 1936 à Rennes (Ille-et-Vilaine) et mort le 31 mars 2020 à Saint-Cyr-l'École, est un géologue français, spécialiste de la pétrophysique et de la tectonique. Il est particulièrement connu pour ses travaux sur l'ophiolite d'Oman.

## Biographie
Né en 1936 à Rennes, Adolphe Nicolas vit les années d'après-guerre au Maroc où son père est médecin de l'OMS, ce qui lui donne l'opportunité de passer les années du baccalauréat aux États-Unis. Il fait ensuite des études supérieures à l'université de Paris, en physique et en sciences de la Terre.
En 1958, il est recruté par l'École nationale supérieure de la métallurgie et de l'industrie des mines de Nancy, où il sera enseignant-chercheur jusqu'en 1965. Il intègre ensuite l'université de Nantes, où il est nommé professeur en 1968 et fonde le Laboratoire de tectonophysique. En 1986, il rejoint Maurice Mattauer à Montpellier avec une partie de son équipe. Il enseigne la tectonique et la pétrophysique à l'université et donne aussi des cours à l'antenne montpelliéraine de l'École polytechnique féminine, jusqu'à sa retraite en 2003. Il continue ses travaux de recherche en tant que professeur émérite de l'université de Montpellier, jusqu'à sa mort le 31 mars 2020. Il était marié et père de quatre enfants.
Adolphe Nicolas participe aussi à l'administration de la recherche, comme directeur adjoint de l'INSU dans les années 1980, directeur du Laboratoire de tectonophysique à Montpellier de 1986 à 1994, directeur de la Fédération de recherche ISTEEM de 1994 à 1997, puis conseiller pour les sciences de la Terre et de l'environnement au Ministère de la recherche de 1999 à 2000.

## Travaux
Ce spécialiste de la dynamique du manteau supérieur a toutefois commencé par s’intéresser aux granites des Vosges ; son étude pétrographique et minéralogique approfondie a été à la base de la relance de l’exploitation de ces matériaux comme pierres ornementales, avec en particulier les granites « feuille morte » et « rouge corail » de Senones. Dès 1960 il aborde les domaines plus profonds dans les Alpes Piémontaises avec notamment les péridotites feldspathiques de Lanzo et leur signification dans l’orogène alpin. À Nantes, la petite équipe du Laboratoire de tectonophysique produit rapidement des travaux de premier ordre sur la pétrophysique du manteau terrestre et sur le fluage des roches déduit des orientations cristallographiques des minéraux, en collaboration avec l'école française de métallurgie physique et notamment Jean-Paul Poirier, avec qui Adolphe Nicolas publie en 1976 un ouvrage de référence.
L'intérêt d'Adolphe Nicolas pour le manteau terrestre se poursuit tout au long de sa carrière, jalonnée par de très nombreuses publications, dont sept ouvrages. Ses contributions concernent notamment les microstructures et les processus physiques associés, l'anisotropie sismique (en) liée aux processus rhéologiques, ou encore l'accrétion de la lithosphère océanique vue à travers le prisme des ophiolites.

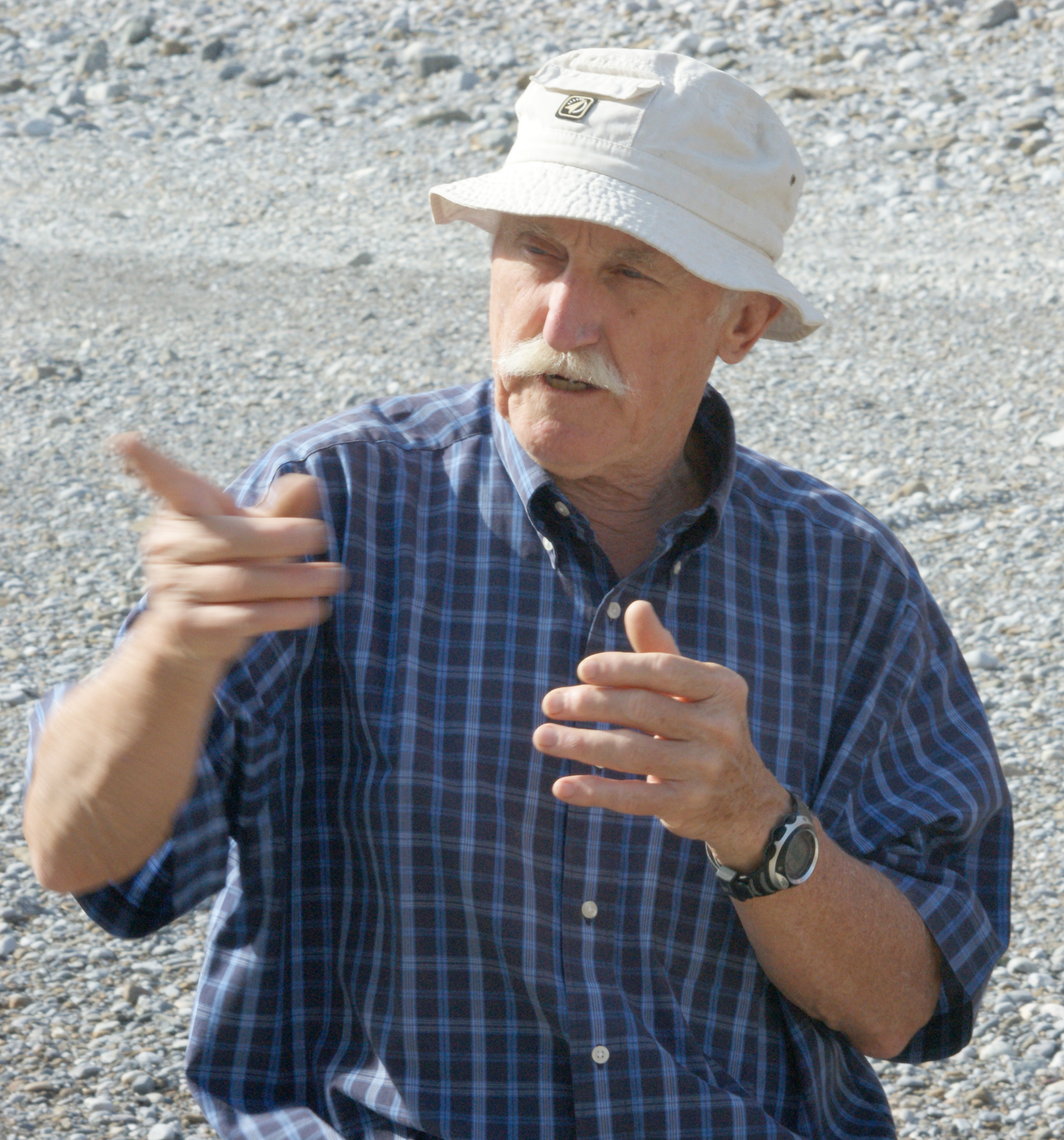
Adolphe Nicolas sur le terrain en Oman (années 1990).

Adolphe Nicolas est particulièrement reconnu pour ses travaux des années 1980 et 1990, notamment ses travaux de terrain, sur l'exemple exceptionnellement complet de l'ophiolite d'Oman. Il participe à de très nombreuses collaborations et forme aussi sur ce sujet de nombreux jeunes chercheurs, qui pour beaucoup d'entre eux exercent ensuite des fonctions importantes dans la recherche académique ou dans le domaine industriel.
Devenu professeur émérite, Adolphe Nicolas poursuit ses travaux de recherche, mais s'intéresse aussi de plus en plus à l'évolution planétaire et à ses conséquences climatiques, à la suite notamment de son passage au Ministère de la recherche et de la fréquentation des climatologues. Il fait ainsi partie des premiers lanceurs d'alerte sur ce sujet, par la rédaction de trois ouvrages et de nombreuses conférences. Son dernier livre est la mise à jour d'un ouvrage pédagogique, en collaboration avec Jean-Luc Bouchez.

## Distinctions
- Officier de l'ordre des Palmes académiques
- Chevalier de la Légion d'honneur
- Fellow de l'American Geophysical Union
- Médaille d'argent du CNRS
- Médaille Veinig Meinez
- Membre de l'Institut Universitaire de France
- 2004 − Médaille Harry Hess de l'American Geophysical Union
- 2005 − Prix Dolomieu de l'Académie des Sciences

## Œuvres
- Adolphe Nicolas, Etude pétrographique de la région de Raon-l'Étape-Senones (Vosges) (thèse de 3e cycle en pétrographie), université de Paris, 1960, 90 p.
- Adolphe Nicolas, Le Complexe ophiolites-schistes lustrés entre Dora Maïra et Grand Paradis (Alpes piémontaises), tectonique et métamorphisme (thèse de doctorat en sciences naturelles), université de Grenoble (no 699), 1966, 116 p.
- (en) Adolphe Nicolas et Jean-Paul Poirier, Crystalline Plasticity and Solid State Flow in Metamorphic Rocks, John Wiley & Sons, coll. « Selected topics in geological sciences », 1er janvier 1976, 462 p. (ISBN 0471637912 et 978-0471637912)
- Adolphe Nicolas, Principes de tectonique, Masson & Cie, 1984, 196 p. (ISBN 2-225-80402-8)
  - (en) Adolphe Nicolas, Principles of rock deformation, D. Reidel, coll. « Petrology and structural geology », 1987, 208 p. (ISBN 9027723680), version anglaise du précédent
- (en) Adolphe Nicolas, Structures of ophiolites and dynamics of oceanic lithosphere, Kluwer Academic Publishers, 1989, 367 p. (ISBN 0-7923-0255-9)
- Adolphe Nicolas, Les montagnes sous la mer : expansion des océans et tectonique des plaques, Orléans, Éditions du BRGM, 1990, 187 p. (ISBN 2-7159-0498-3)
  - (en) Adolphe Nicolas, The mid-oceanic ridges: mountains below sea level, Springer-Verlag, 1995, 200 p. (ISBN 3-540-57380-1 et 0-387-57380-1), version anglaise du précédent
- (en) Claude Dupuy, Martin A. Menzies et Adolphe Nicolas, Orogenic lherzolites and mantle processes, Oxford, Oxford University Press, 1991, 306 p. (OCLC 25984715)
- Adolphe Nicolas, 2050, rendez-vous à risques, Belin, coll. « Bibliothèque scientifique », 2004, 191 p. (ISBN 2-7011-3859-0, ISSN 0224-5159)
- Adolphe Nicolas, Futur empoisonné : quels défis ?, Belin, coll. « Bibliothèque scientifique », 2007, 159 p. (ISBN 978-2-7011-4469-6, ISSN 0224-5159)
- Adolphe Nicolas, Énergies, une pénurie au secours du climat ?, Belin, coll. « Regards », 2011, 159 p. (ISBN 978-2-7011-5854-9, ISSN 1773-8016)
- Jean-Luc Bouchez et Adolphe Nicolas, Principes de Tectonique, De Boeck supérieur, 2018, 246 p. (ISBN 978-2-8073-1512-9 et 2807315127)